# Брофи, Джед
Джед Брофи (англ. Jed Brophy; род. 29 октября 1963, Манавату-Уангануи) — новозеландский актёр, наиболее известный по ролям (в основном эпизодическим) в фильмах режиссёра Питера Джексона.

## Биография
Родился в Манавату-Уангануи, Новая Зеландия, в 1963 году. Вырос в Матароа, где посещал местную начальную школу и Среднюю школу для мальчиков Палмерстон-Норт.
Получил образование в Новозеландской драматической школе, которую окончил в 1987 году с дипломом. В начале 1980-х годов, начал сниматься в Веллингтоне. Получил известность благодаря роли в пьесе Гэри Хендерсона «Skin Tight», за которую он в 1998 году, был удостоен премией Scotsman Fringe на фестивале Edinburgh Fringe.
В 1988 году, дебютировал в фильме «Маленькая война на окраине города», снятом Национальным отделом кинематографии. Участвовал в ряде фильмов режиссера Питером Джексоном и цифровой компанией Weta.

## Награды и номинации
| Год  | Награда                               | Фильм            | Категория                             | Результат | Ист.   |
| ---- | ------------------------------------- | ---------------- | ------------------------------------- | --------- | ------ |
| 2001 | Новозеландская премия                 | «Room Tone»      | Лучшая роль в короткометражном фильме | Номинация | [ 9 ]  |
| 2000 | Фестиваль «Дрейфующие облака»         | «Group Therapy»  | Лучший актёр                          | Победа    | [ 9 ]  |
| 2009 | Театральная премия им. Чепмена Триппа | «The Blackening» | Лучший актёр                          | Победа    | [ 10 ] |

## Фильмография
| Год  | Фильм                            | Роль                                                                                              | Примечания |
| ---- | -------------------------------- | ------------------------------------------------------------------------------------------------- | ---------- |
| 1992 | Живая мертвечина                 | Войд                                                                                              |            |
| 1994 | Небесные создания                | Николас                                                                                           |            |
| 2001 | Властелин колец: Братство Кольца | Назгул                                                                                            |            |
| 2002 | Властелин колец: Две крепости    | Несколько персонажей-орков, включая Шарку, один из всадников Рохана (в расширенной версии фильма) |            |
| 2005 | Кинг-Конг                        | член команды «SS Venture»                                                                         |            |
| 2012 | Хоббит: Нежданное путешествие    | Нори                                                                                              |            |
| 2013 | Хоббит: Пустошь Смауга           | Нори                                                                                              |            |
| 2014 | Хоббит: Битва пяти воинств       | Нори                                                                                              |            |